# Ingemar Böcker
Stig Sigvard Ingemar Böcker, född 6 maj 1934 i Högalids församling, Stockholm, död 23 januari 2007 i Stockholm, var en svensk gitarrist.
Böcker spelade tillsammans med artister och grupper som Rock-Boris, Telefon Paisa, Christer Boustedt, Bernt Rosengren, Emil Iwring, Svenssons Peace, Nannie Porres och Kebnekajse. På senare år var Böcker medlem i jazzklubben Syds husband i Stockholm och kompade ibland poeten Einar Heckscher. Han ingick även i Kebnekajse under en tid på 1970-talet samt under en tid efter att gruppen återförenats 2001.
Böcker medverkade även i filmerna Il Capitano (regi: Jan Troell, 1991) och Minnen från Kaldabanan (regi: Ulf Brantås, 1992).